# Emanuel Wynne

La bandera de Emanuel Wynn

Emanuel Wynn (o Emanuel Wynne) (Bretaña, 1650 - Caribe, ca. 1700) fue un marino y pirata francés de finales del siglo XVII que operaba en el Atlántico Norte y en el Caribe, recordado porque a menudo se considera el primer pirata que enarboló la Jolly Roger, la ahora familiar enseña pirata.
Un informe de 18 de julio de 1700 obrante en el Almirantazgo británico muestra que el HMS Poole, comandado por el capitán John Cranby, se encontró con el barco de Wynn cerca de las islas de Cabo Verde. Cranby persiguió a Wynn en una cala en la isla Brava, pero, aisitido por soldados portugueses, Wynn logró escapar. La mayoría de historiadores coinciden en que el relato de Cranby es la primera mención de la bandera Jolly Roger, que Cranby describió como «una enseña negra con huesos cruzados, una calavera y un reloj de arena» [a sable ensign with cross bones, a death's head, and an hour glass.] Se cree que Wynne fue el primer pirata (algunas fuentes sostienen que solo uno de los primeros) que ondeó la ahora familiar Jolly Roger. Su bandera, que muestra el cráneo distintivo y el motivo de las tibias cruzadas, se amplió con otro símbolo pirata común: un reloj de arena (con la intención de significar a su presa que sólo mediante la entrega oportuna podrían evadir la muerte).
Wynne comenzó su carrera pirata con incursiones a mercantes ingleses frente a las costas de la provincia de Carolina a finales del siglo XVII. Posteriormente se trasladó a las aguas más rentables del Caribe, atacando barcos ingleses y españoles.

## En la cultura popular
- Su bandera fue en la película Cutthroat Island como bandera pirata Dawg Brown.
- En el anime serie One Piece, Don Krieg tiene una marca similar.